# Jaime Magalhães
Pour les articles homonymes, voir Fernandes et Magalhães.
Jaime Fernandes Magalhães, plus couramment appelé Jaime Magalhães, né le 10 juillet 1962 à Porto (Portugal), est un milieu de terrain international portugais de football.

## Carrière

### Joueur
- 1980-1995 : FC Porto ( Portugal)
- 1995-1996 : Leça FC ( Portugal)

## Palmarès

### Joueur
- Avec FC Porto :
  - Champion du Portugal en 1985, 1986, 1988, 1990, 1992, 1993 et 1995.
  - Vainqueur de la Ligue des champions de l'UEFA en 1987.
  - Vainqueur de la Supercoupe de l'UEFA en 1987.
  - Vainqueur de la Coupe intercontinentale en 1987.
  - Vainqueur de la Coupe du Portugal en 1984, 1988, 1991 et 1994.
  - Vainqueur de la Supercoupe du Portugal en 1983, 1984 et 1986, 1991 et 1993.

## Quelques chiffres
- 21 sélections en équipe du Portugal entre 1981 et 1993.
- 280 matchs en Primeira Divisão.
- 30 buts en Primeira Divisão.